# Адміністративно-територіальний поділ Бурятії

## Адміністративно-територіальний устрій

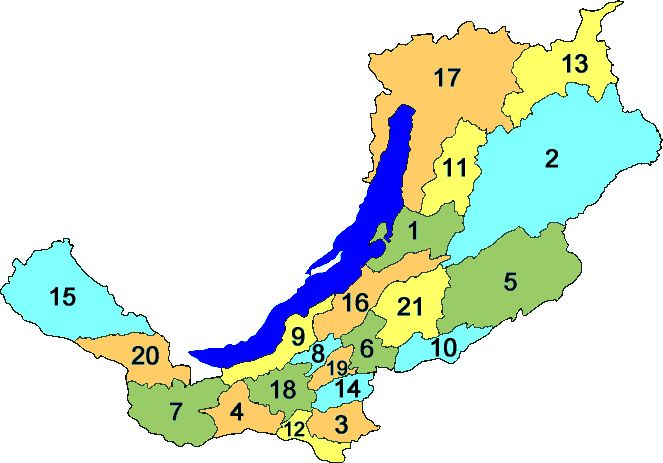

Відповідно до Закону Республіки Бурятія «Про адміністративно-територіальний устрій Республіки Бурятія», суб'єкт Російської Федерації включає наступні адміністративно-територіальні одиниці:
- 2 міста республіканського значення з прилеглими територіями (Улан-Уде, Північнобайкальськ),
- 21 район, який включає:
  - 83 сомона
  - 156 сільрад

## Муніципальний устрій
В рамках муніципального устрою республіки в межах адміністративно-територіальних одиниць Бурятії утворено 287 муніципальних утворень, у тому числі:
- 2 міські округи,
- 21 муніципальний район, який включає:
  - 16 міських поселень
  - 248 сільських поселень (утворені у межах сомонів та сільрад).

## Історія

### 1851-1919 роки
11 липня 1851 року, шляхом виділення з Іркутської губернії, була утворена Забайкальська область, яка включала в себе більшу частину території нинішньої Республіки Бурятія.
Після прийняття у жовтні 1917 року на Общебурятском з'їзді у місті Верхнеудинске Статуту про тимчасові органи управління починається територіальне, господарське і адміністративне розмежування бурятського і російського населення. Бурятське населення, яке проживало на території Забайкальської області та Іркутської губернії об'єднується в сомони, хошуни та аймаки .
У Забайкальській області утворилися аймаки: Агінський, Баргузинський (поряд із Баргузинським повітом ), Хоринський та Селенгінський . У зв'язку з організацією останнього було скасовано Селенгінський повіт, російське населення якого приєдналося до Троїцькосавського та Верхньоудинського повітів. Наступного року Верхньоудинський повіт був поділений на два повіти: Верхньоудинський та Петровсько-Забайкальський .
В Іркутській губернії у жовтні 1917 року були утворені Ангарський (Ангаро-Муринський), Тункінський та Ехіріт-Булагатський аймакі.

### 1920-1923 роки
6 квітня 1920 року, у зв'язку з проголошенням Далекосхідної республіки (ДВР), територія сучасної Бурятії була поділена на дві частини річкою Селенге . Землі на схід від Селенги увійшли до складу ДВР, на захід - у РРФСР .
22 листопада 1920 року постановою уряду ДВР із Забайкальської області було виділено Прибайкальська область (з 7 листопада 1922 року – губернія ), до складу якої увійшла частина території сучасної Бурятії. Прибайкальська область складалася з трьох повітів.
| Повіт            | Центр                | Волості |
| ---------------- | -------------------- | --- |
| Баргузинський    | місто Баргузин       | Бодонська, Верхньо-Ангарська, Горячинська, Курумкано-Шаманська, Низівська, Читканська, місто Баргузин |
| Верхньоудинський | місто Верхньоудинськ | Байхорська, Бічурська, Верхньоталецька, Верхньоудинська, Десятниківська, Ількинська, Кіжингінська, Ключевська, Коротківська, Красноярівська, Куйтунська, Куналейська, Малетинська, Мало-Куналейська, Мухор-Шибірська, Надєїнська, Миколаївська, Новобрянская, Старо-Брянська, Тарбагатайська, Унегетейська, Хараузька, Харашибірська, Хілокська, Хонхолойська, Шаралдайська, Енгорокська, місто Петровськ-Забайкальський, місто Верхньоудинськ |
| Троїцькосавський | місто Троїцькосавськ | Аракіретська, Єланська, Жиндіно-Хілкотайська, Кіранська, Кирилівська, Мало-Кударинська, Мензенська, Нижньо-Наримська, Окіно-Ключівська, Поворотівська, Тамирська, Укир-Шонуйська, Урлуцька, Усть-Урлуцька Шерагольська |

27 квітня 1921 року було прийнято Конституцію Далекосхідної республіки, згідно з якою вся територія, заселена бурятами, виділялася до Бурят-Монгольської автономної області у складі 4 аймаків.
| Аймак         | Центр        | Хошуни |
| ------------- | ------------ | --- |
| Агінський     |              | Агінський, Хорі-Бурятський, Хошинганський, Онгоцонський, Цугільський                                                                       |
| Баргузинський |              | Аргадо-Мургунський, Барагханський, Баянгольський, Додогольський, Хариб'ятський, Ехіритський                                                |
| Хоринський    | село Кульськ | Батанай-Харганатський, Бодонгутський, Голзотський, Гочитський, Кубдутський, Хальбінський, Хоацайський, Ходайський, Шарайтський, Цаганський |
| Чикойський    | село Чикою   | Верхньо-Чікойський, Середньо-Чикойський, Унегейтейський                                                                                    |

У 1921-1923 роках відбувалися зміни, внаслідок яких деякі хошуни були ліквідовані шляхом об'єднання з іншими. Так, до серпня 1922 року в Хоринському аймаку число хошунів скоротилося з 10 до 6: Батанай-Харганатський, Гочитський, Кіжингінський, Кондинський, Челутаївський, Егітуївський; в Агінському аймаку - до 4: Агінський, Адоліцький, Адон-Челонський, Цугільський; в Баргузинском і Чикойском аймаках до кінця 1922 року хошуни ліквідували зовсім.
9 січня 1922 року постановою ВЦВК із частин Іркутської та Забайкальської губерній була утворена Бурят-Монгольська автономна область у складі 5 аймаків.
| Аймак               | Центр             | Хошуни та волості |
| ------------------- | ----------------- | --- |
| Аларський           | село Кутулик      | Аларський, частина Унгінського, Адязька, Б-Воронезька, Волинська, Кутулицька, Макаріївська, Ново-Георгіївська, Тиргетуйська, Тиретська |
| Боханський          | село Бохан        | частина Більчирського, Боханський, Каханський, Укир-Шаралдаєвський, Осинівська, Тихоновська |
| Селенгінський       | місто Селенгінськ | Закам'янський, Оронгойський, Сартало-Армацький, Селенгінський, Янгажинський ; станиці: Атамано-Миколаївська, Боргойська, Гигетуйська, Желтуринська, частина Іволгінської, Селенгінська, Торейська, Цакірська, місто Селенгінськ                                    |
| Тункінський         | село Тунка        | Койморський, Мондинський, Окінський, Торський, Хорибятський, Микільська, Тункінська, Шимкінська |
| Ехіріт-Булагатський | село Ользони      | Алагуївський, Бохаєвський, Булагатський, Єланцинський, Капсальський, Курумканський, Кутульський, Кирменський, Ользонівський, Ользоно-Чарайдаєвський, Ординський, Хандагатайський, Хоготський, Ехіритський, Баяндаєвська, Косостепська, Муринська, Новомиколаївська |

Адміністративним центром Бурят-Монгольської автономної області РРФСР визначалося місто Іркутськ, оскільки біля аймаків був великих населених пунктів.
14 листопада 1922 року, після винесення Народними зборами Далекосхідної республіки рішення про входження ДВР до складу РРФСР, Обласне управління Бурят-Монгольської автономної області ДВР ухвалило передати владу ревкому Бурят-Монгольської автономної області РРФСР. Обидві автономні області об'єдналися.

### 1923-1926 роки
30 травня 1923 року була утворена Бурят-Монгольська Автономна Радянська Соціалістична Республіка у складі РРФСР з центром у місті Верхньоудинську.
5 вересня 1923 року адміністративно-організаційна комісія ухвалила утворити на території Бурят-Монгольської АРСР 9 аймаків, що складаються з 67 хошунів та 28 волостей.
| Аймак               | Центр                | Хошуни та волості | Примітки              |
| ------------------- | -------------------- | ----------------- | --------------------- |
| Агінський           |                      | 4 хошуна          |                       |
| Аларський           | село Кутулик         | 9 хошунів         |                       |
| Баргузинський       | місто Баргузин       | 8 хошунів         | утворено 23 грудня    |
| Боханський          | село Бохан           | 5 хошунів         |                       |
| Верхньоудинський    | місто Верхньоудинськ | 28 волостей       |                       |
| Троїцькосавський    | місто Троїцькосавськ | 17 хошунів        | утворено 12 грудня    |
| Тункінський         | село Тунка           | 6 хошунів         | утворено 12 грудня    |
| Хоринський          | село Кульськ         | 8 хошунів         | утворено 25 листопада |
| Ехіріт-Булагатський | село Ользони         | 10 хошунів        |                       |

3 жовтня 1923 року була скасована Прибайкальська губернія, більша частина волостей якої увійшла до Бурят-Монгольської АРСР: з Верхньоудинського повіту увійшли 22 волості, з Троїцкосавського — 11 волостей, Баргузинський повіт увійшов повністю.
2 червня 1924 року постановою БурЦВК № 69 було змінено адміністративний поділ Хоринського аймаку.
3 вересня 1924 року постановою БурЦВК зі складу Баргузинського аймака було виділено Баунтовський тубільний район.
10 вересня 1925 року постановою ЦВК та РНК Бурят-Монгольської АРСР з Верхньо-Ангарської волості Баргузинського аймаку, Нижньо-Ангарської волості Ехіріт -Булагатського аймаку та території туземних (тунгуських) пологів: Чильчигірського, Кіндігірського та Шиндигірського.
 20 грудня 1926 року Кабанський та частина Іркутського районів Іркутського округу Сибірського краю було передано до складу Бурят-Монгольської АРСР.

### 1927-1934 роки

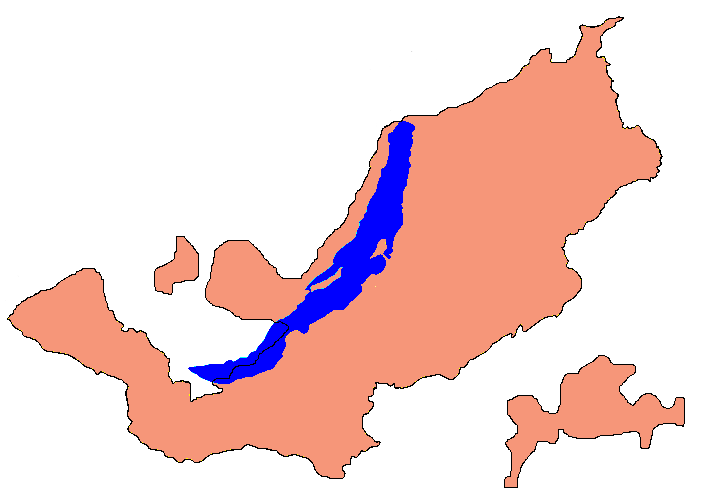
Територія Бурят-Монгольської АРСР у 1929 році

26 вересня 1927 року було затверджено новий поділ республіки на аймаки (райони), сільські сомони та селищні Ради. Хошуни та волості були ліквідовані. Було утворено 16 аймаків:
- Агінський (центр - село Агінське)
- Аларський (центр - село Кутулик)
- Баргузинський (центр - селище Баргузин)
- Баунтовський (центр - запозичення на озері Баунт)
- Боханський (центр - вулус Бохан)
- Верхньоудинський (центр — місто Верхньоудинськ)
- Єрівнинський (центр — село Соснівка)
- Закам'янський (центр - село Цакір) - виділений з Троїцькосавського аймака
- Кабанський (центр - село Кабанськ) - перейшов добровільно з Іркутського округу
- Мухоршибірський (центр — село Мухоршибір)
- Північно-Байкальський (центр — село Душкачан)
- Селенгінський (центр - село Селендума) - виділений з Троїцькосавського аймака
- Троїцькосавський (центр — місто Троїцькосавський)
- Тункінський (центр - село Кирен)
- Хоринський (центр - село Додо-Анінськ)
- Ехіріт-Булагатський (центр - село Усть-Орда) [5] [8]

30 липня 1930 року був утворений Східно-Сибірський край, до складу якого увійшла Бурят-Монгольська АРСР.
1 жовтня 1933 року постановою Президії ВЦВК РРФСР Верхньоудинський аймак був перейменований на Тарбагатайський аймак із центром у селі Тарбагатай. В 1934 Верхнеудинськ був перейменований в Улан-Уде, Троїцкосавськ - в Кяхту.

### 1935-1936 роки
11 лютого 1935 року указом Президії Верховної Ради РРФСР було затверджено нову мережу районування Бурят-Монгольської АРСР. За рахунок розукрупнення існуючих аймаків та приєднання деякої частини Східно-Сибірського краю на території Бурят-Монгольської АРСР було утворено додатково п'ять аймаків:
- Бічурський (центр — село Бічура) — виділено з Мухоршибірського аймаку
- Джидинський (центр — село Петропавлівка ) — виділено із Селенгінського аймаку [10]
- Зайграєвський (центр — село Унегей ) — виділений з Тарбагатайського та Хоринського аймаків [11]
- Ольхонський - виділення Ольхонського хошуна з Ехіріт-Булагатського аймака
- Улан-Ононський (центр - село Дульдурга ) - виділений з Агінського аймаку [12]

В результаті цих перетворень до складу Бурят-Монгольської АРСР увійшов 21 аймак, що включали 252 сомонних і сільських рад і одне робоче селище - Танхой  .
5 грудня 1936 Східно-Сибірський край був розділений на Східно-Сибірську область і Бурят-Монгольську АРСР (центр - Улан-Уде ).

### 1937-1953 роки
26 вересня 1937 року Аларський, Боханський та Ехіріт-Булагатський (без байкальського узбережжя) аймаки Бурят-Монгольської АРСР були перетворені на Усть-Ординський Бурят-Монгольський національний округ новоствореної Іркутської області, Агінський та Улан -Ононський національний округ новоствореної Читинської області . Ольхонський аймак був приєднаний до Іркутської області та перейменований на Ольхонський район. В результаті на території Бурят-Монгольської АРСР залишилося 15 аймаків, що складаються зі 183 сомсільрад.
25 березня 1938 року постановою ВЦВК РРФСР від Тарбагатайського аймака була відокремлена приміська зона і утворена Приміська районна Рада , до складу якої увійшли села: Іволга, Нижня Іволга, Верхня Іволга, Сотникове, Гурульба, Каленово, Сульба і Колобки.
25 серпня 1939 року був утворений Іволгінський аймак (центр — село Сянтуй), який включив у себе Гурульбінську, Заводську (Миколаївськ), Іволгінську, Каленівську та Сянтуївську сільради зі складу Приміської районної Ради, Гільбіринську та Оронгойську сільради — зі складу та Кордон з Тарбагатайського аймаку. 8 червня 1940 центр Іволгінського аймака був перенесений в улус Мангазай, з присвоєнням йому найменування Іволгінськ.
У 1940-1946 роках продовжилося розукрупнення аймаків, внаслідок чого було утворено сім нових аймаків:
- Байкало-Кударинський (центр — село Байкало-Кудара) — утворено 3 серпня 1944 року шляхом розукрупнення Кабанського аймаку (Дуланський, Інкінський, Корсаківський, Красноярський, Кударинський, Оймурський, Сухінський, Хандалінський та Шергинський сільради)
- Кіжингінський (центр — село Кіжинга) — утворений 12 грудня 1940 року шляхом розукрупнення Хоринського аймаку (Верхньо-Кижингінський, Верхньо-Кодунський, Кіжингінський, Нижньо-Кодунський, Радянська, Середньо-Кодунська та Чесанська сільради)
- Кударинський (центр — село Кудара) — утворений 22 листопада 1943 року шляхом розукрупнення Кяхтинського аймаку (Алтайська, Велико-Кударинська, Кударинская, Мало-Кударинська, Тамирська, Ульзетіївська та Шарагольська сільради)
- Курумканський (центр — село Курумкан) — утворений 3 серпня 1944 року шляхом виділення з Баргузинського аймаку (Барагханська, Гаргінська, Диренська, Мургунський та Харамодунський сільради) [15]
- Окінський (центр - село Орлик) - утворений 26 травня 1940 року в результаті виділення Окінського хошуна зі складу Тункінського району[16]
- Прибайкальська (центр — село Турунтаєве) — утворена 12 грудня 1940 року шляхом розукрупнення Баргузинської (Горяченської сільради) та Кабанського (Батуринська, Іллінський, Тараканівський та Турунтаївська сільради) аймаків
- Торейський (центр - село Торей) - утворений 3 лютого 1945 шляхом розукрупнення Джидинського аймака (Алцацька, Верхньо-Торейська, Нижньо-Торейська, Норинський сільради)

На 1 січня 1945 року Бурят-Монгольська АРСР складалася з 23 аймаків, до складу яких входило 186 сомсільрад, 6 робочих селищ і два міста аймачного підпорядкування - Бабушкін і Кяхта.

### 1954-1962 роки
7 липня 1958 року указом Президії Верховної Ради СРСР Бурят-Монгольська АРСР була перейменована на Бурятську АРСР. У тому ж році Баунтовський тубільний район був перейменований на Баунтовський аймак.
23 листопада 1959 року було скасовано: Кіжингінський аймак, з передачею його території до складу Хоринського аймаку; Кударинський аймак з передачею його території до складу Кяхтинського аймаку; Курумканський аймак з передачею його території до складу Баргузинського аймаку.
3 грудня  1960 року були скасовані: Іволгінський аймак, з передачею територій Оронгойської, Гільбіринської та Нижньо-Убукунської сільрад до складу Селенгінського аймака, Іволгінського сомради та Гурульбінської сільради - в адміністративне підпорядкування Радянському району ; Торейський аймак, з передачею більшої частини його території до складу Джидінського аймака, а Улекчинська сільрада передана в Кам'янський аймак.
28 травня 1962 року Кабанський та Байкало-Кударинський аймаки об'єднані в Кабанський аймак (центр – село Кабанськ).

### 1963-1976 роки
1 лютого 1963 року пройшла всесоюзна реформа районного поділу. Замість районів було утворено сільські та промислові райони. За рахунок з'єднання колишніх територій Іволгінського, Тарбагатайського, частини Селенгінського та Зайграєвського аймаків був утворений Улан-Уденський сільський аймак. До його складу увійшли Більше-Куналейський, Гільбіринський, Гурульбінський, Дабатуйський, Жиримський, Заводський, Іволгінський, Куйтунський, Курбінський, Нижньо-Жиримський, Нижньо-Убукунський, Оронгойський, Сянтуївський і Тарбагатайський сільські та сомонні Ради.
В результаті реформи Бурятська АРСР була поділена на 2 промислові та 10 сільських аймаків.
| Промислові аймаки | Заграєвський, Прибайкальський |
| Сільські аймаки   | Баргузинський, Баунтовський, Джидинський, Кабанський, Кяхтинський, Мухоршибірський, Північно-Байкальський, Тункінський, Улан-Уденський (центр — місто Улан-Уде ), Хоринський |

У 1964 році, відповідно до постанови листопадового Пленуму ЦК КПРС, почалося повернення до старої системи районного поділу. Промислові та сільські райони знову стали іменуватися просто «районами», а їхня кількість стала поступово зростати.
4 березня 1964 року були відновлені в колишніх межах Єравнінський, Закам'янський та Окінський аймаки.
11 січня 1965 року зі складу Мухоршибірського і Кяхтінського аймаків було виділено в раніше існуючих кордонах Бічурський та Селенгінський аймаки. Заграєвський та Прибайкальський промислові райони скасовані та утворені Заграєвський та Прибайкальський аймаки.В 1966 за рахунок розукрупнення Хоринського аймака був знову утворений Кіжингінський аймак.
У грудні 1970 року було відновлено Курумканський аймак.

### 1977-1991 роки
В 1977 аймаки були перейменовані в райони.
1 серпня 1985 року було ліквідовано Улан-Уденський район . 15 серпня того ж року утворено Іволгінський район з центром у селі Іволгінськ, що включив п'ять селищних Рад скасованого Улан-Уденського району: Гільбіринський, Гурульбінський, Іволгінський, Оронгойський і Сотниковський. У тому ж році Тарбагатайський район був відновлений у колишніх територіальних кордонах.
23 жовтня 1989 за рахунок виділення північної території Баунтовського і східної території Північно-Байкальського районів був утворений Муйський район (центр - селище міського типу Таксімо).
8 жовтня 1990 року було проголошено державний суверенітет Бурятської Радянської Соціалістичної Республіки (Бурятської РСР) та оголошено відмову від статусу автономної республіки.

### 1991-2004 роки
24 травня 1991 року З'їзд народних депутатів РРФСР ухвалив рішення про проголошення Бурятської РСР, внісши поправку до статті 71 Конституції РРФСР 1978 року.
27 березня 1992 з назви «Бурятська РСР» були виключені визначення «Радянська» і «Соціалістична» і вона отримала сучасну назву Республіка Бурятія.
29 жовтня 1992 року Баунтовський район був перетворений на Баунтовський евенкійський район.

### 2004-2006 роки
У результаті муніципальної реформи 2006 року муніципальний пристрій набув такого вигляду:
| Міські округи та райони | Адміністративний центр | Міські та сільські поселення |
| ----------------------- | ---------------------- | --- |
| Кабанський район        | село Кабанськ          | 1. Бабушкінське , 2. Кам'янське, 3. Селенгінське, 4. Танхойське, 5. Байкало-Кударинське, 6. Большереченське, 7. Брянське, 8. Видрінське, 9. Кабанське, 10. Клюєвське1, Корюківське1,1 . 13. Красноярське, 14. Оймурське, 15. Посольське, 16. Ранжурівське, 17. Сухінське, 18. Твороговське, 19. Шергинське                                               |
| Джидинський район       | село Петропавлівка     | 1. Джидінське, 2. Алцацьке, 3. Армацьке, 4. Білоозерське, 5. Боргойське, 6. Боцинське, 7. Булицьке, 8. Бургалтайське, 9. Верхньобургалтайське, 10. Верхнеторейське , 11й. Дирестуйське, 14. Онхорське, 15. Желтуринське, 16. Інзагатуйське, 17. Ічетуйське, 18. Наринське, 19. Нижньоторейське, 20. Ойорське, 21. Петропавлівське, 22. Ца. Цагатуйське , |

### 2006 - теперішній час
Законом Республіки Бурятія від 9 березня 2010 року № 1313-IV «Про внесення змін до Закону Республіки Бурятія „Про встановлення меж, утворення та наділення статусом муніципальних утворень в Республіці Бурятія“» селища міського типу Зарічний, Сокіл, селища Забайкальський, Виток Степовий, Тулунжа, селище при станції Мостової виключені з числа населених пунктів і включені до складу міста Улан-Уде.
6 грудня 2012 року міське поселення «Селище Джида» перетворене на сільське поселення «Джидинське», статус селища міського типу змінено на село Джида. 2013 р. міське поселення «Танхой» перетворено на сільське поселення «Танхойське», статус селища міського типу змінено на селище Танхой. Таким чином, у двох муніципальних утвореннях Республіки Бурятія відбулися зміни та мають наступний вигляд (АТД інших муніципальних утворень залишаються без змін):
| Міські округи та райони | Адміністративний центр | Міські та сільські поселення |
| ----------------------- | ---------------------- | --- |
| Кабанський район        | село Кабанськ          | 1. Бабушкінське, 2. Кам'янське, 3. Селенгінське, 4. Танхойське, 5. Байкало-Кударинське, 6. Большереченське, 7. Брянське, 8. Видрінське, 9. Кабанське, 10. Клюєвське1,1 . 13. Красноярське, 14. Оймурське, 15. Посольське, 16. Ранжурівське, 17. Сухінське, 18. Твороговське, 19. Шергинське                                                               |
| Джидинський район       | село Петропавлівка     | 1. Джидінське, 2. Алцацьке, 3. Армацьке, 4. Білоозерське, 5. Боргойське, 6. Боцинське, 7. Булицьке, 8. Бургалтайське, 9. Верхньобургалтайське, 10. Верхньоторейське , 11й. Дирестуйське, 14. Онхорське, 15. Желтуринське, 16. Інзагатуйське, 17. Ічетуйське, 18. Наринське, 19. Нижньоторейське, 20. Ойорське, 21. Петропавлівське, 22. Ца. Цагатуйське , |